# 송명화
송명화(1973년 6월 9일 ~ )는 대한민국 서울특별시의회 의원이다.

## 경력
- 국회 심재권 의원실 비서
- 2010.07 ~ 2014.06: 제6대 서울특별시 강동구의회 의원
- 2014.07 ~ 2018.04: 제7대 서울특별시 강동구의회 의원
- 2018년 7월 1일 ~ 2022년 6월 30일: 제10대 서울특별시의회 의원

## 역대 선거 결과
|  | 44.34% |

|  | 45.25% |

|  | 66.78% |